# كورين (مركب كيميائي)
الكورين هو مركب عضوي صيغته C19H22N4 وهو ينتمي كيميائياً إلى مجموعة رباعيات البيرول. يستطيع الكورين أن يدخل في تشكيل معقدات تناسقية مع عدد من الفلزات مثل البلاتين والنيكل والكوبالت والنحاس والحديد والزنك.
يعد الكورين المركب الأم والهيكل الأساس في بنية الحلقات الضخمة في الكوبالامين (فيتامين بي 12).